# Livrustkammaren
Livrustkammaren er et museum på Stockholms Slot i Stockholm, Sverige. Det indeholder mange genstande med relation til landets militærhistorie og deres monarki. Det blev grundlagt i 1628 og er dermed det ældste museum i Sverige, af kong Gustav 2. Adolf af Sverige, da han besluttede at hans tøj fra den polske kampagne skulle bevares for eftertiden.
Et drikkehorn af horn fra den sidste urokse, der blev taget som krigsbytte af den svenske hær i Jaktorów, Polen under den svenske invasion af Polen (1655–1660) er en del af museets samling.

## Galleri
- Ornamenteret horn, der tilhørte Sigismund 3. Vasa af Polen.
- Dronning Kristinas kroningskappe.
- Gustav 3. af Sveriges maskeradeuniform.
- Gustav Vasas hjelm fra 1540.